# Cité Joyeux
La cité Joyeux est une voie du 17e arrondissement de Paris, en France.

## Situation et accès
La cité Joyeux est une voie privée située dans le 17e arrondissement de Paris. Elle débute au 53, rue des Épinettes et se termine en impasse.

## Origine du nom

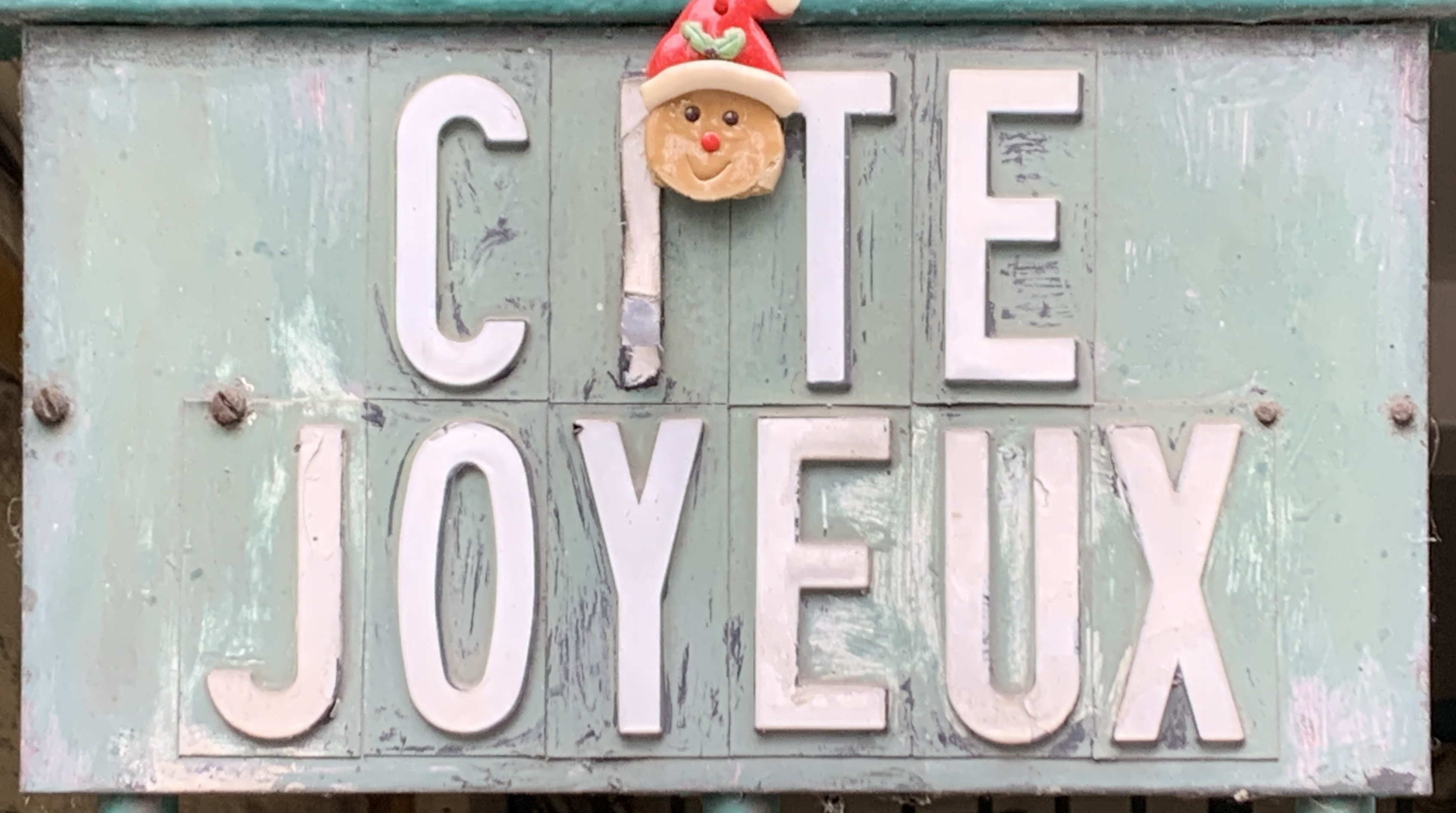
Plaque de la cité.

## Historique
Cette voie existait au début du XXe siècle sous sa dénomination actuelle.